# Saucèt
Saulcet és un municipi francès, situat al departament de l'Alier i a la regió d'Alvèrnia-Roine-Alps. L'any 2007 tenia 655 habitants.

## Demografia

### Població
El 2007 la població de fet de Saulcet era de 655 persones. Hi havia 270 famílies de les quals 68 eren unipersonals (24 homes vivint sols i 44 dones vivint soles), 109 parelles sense fills, 89 parelles amb fills i 4 famílies monoparentals amb fills.
La població ha evolucionat segons el següent gràfic:
Habitants censats

### Habitatges
El 2007 hi havia 330 habitatges, 277 eren l'habitatge principal de la família, 29 eren segones residències i 24 estaven desocupats. 328 eren cases i 2 eren apartaments. Dels 277 habitatges principals, 240 estaven ocupats pels seus propietaris, 32 estaven llogats i ocupats pels llogaters i 5 estaven cedits a títol gratuït; 7 tenien dues cambres, 33 en tenien tres, 95 en tenien quatre i 142 en tenien cinc o més. 229 habitatges disposaven pel capbaix d'una plaça de pàrquing. A 105 habitatges hi havia un automòbil i a 150 n'hi havia dos o més.

### Piràmide de població
La piràmide de població per edats i sexe el 2009 era:
| Homes | Edats   | Dones |
| ----- | ------- | ----- |
| 0     | 95 o +  | 0     |
| 0     | 90 a 94 | 0     |
| 0     | 85 a 89 | 4     |
| 4     | 80 a 84 | 4     |
| 16    | 75 a 79 | 16    |
| 12    | 70 a 74 | 12    |
| 20    | 65 a 69 | 12    |
| 16    | 60 a 64 | 36    |
| 12    | 55 a 59 | 4     |
| 20    | 50 a 54 | 12    |
| 36    | 45 a 49 | 32    |
| 44    | 40 a 44 | 28    |
| 20    | 35 a 39 | 24    |
| 16    | 30 a 34 | 20    |
| 4     | 25 a 29 | 4     |
| 4     | 20 a 24 | 8     |
| 8     | 15 a 19 | 28    |
| 24    | 10 a 14 | 36    |
| 12    | 5 a 9   | 24    |
| 16    | 0 a 4   | 12    |

## Economia
El 2007 la població en edat de treballar era de 416 persones, 302 eren actives i 114 eren inactives. De les 302 persones actives 275 estaven ocupades (149 homes i 126 dones) i 27 estaven aturades (12 homes i 15 dones). De les 114 persones inactives 63 estaven jubilades, 21 estaven estudiant i 30 estaven classificades com a «altres inactius».

### Ingressos
El 2009 a Saulcet hi havia 276 unitats fiscals que integraven 679 persones, la mediana anual d'ingressos fiscals per persona era de 18.037 €.

### Activitats econòmiques
Dels 23 establiments que hi havia el 2007, 1 era d'una empresa alimentària, 3 d'empreses de fabricació d'altres productes industrials, 3 d'empreses de construcció, 4 d'empreses de comerç i reparació d'automòbils, 1 d'una empresa de transport, 2 d'empreses d'hostatgeria i restauració, 1 d'una empresa immobiliària, 6 d'empreses de serveis i 2 d'empreses classificades com a «altres activitats de serveis».
Dels 7 establiments de servei als particulars que hi havia el 2009, 2 eren tallers de reparació d'automòbils i de material agrícola, 1 guixaire pintor, 2 lampisteries, 1 perruqueria i 1 restaurant.
L'any 2000 a Saulcet hi havia 16 explotacions agrícoles que ocupaven un total de 962 hectàrees.

## Equipaments sanitaris i escolars
El 2009 hi havia una escola elemental integrada dins d'un grup escolar amb les comunes properes formant una escola dispersa.

## Poblacions més properes
El següent diagrama mostra les poblacions més properes.